# 62 Andromedae
62 Andromedae (62 And), som är stjärnans Flamsteedbeteckning, är en ensam stjärna belägen i den nordvästra delen av stjärnbilden Andromeda. Stjärnan bär också Bayer-beteckningen c Andromedae. Den har en skenbar magnitud på ca 5,31 och är svagt synlig för blotta ögat där ljusföroreningar ej förekommer. Baserat på parallaxmätning inom Hipparcosuppdraget på ca 12,0 mas, beräknas den befinna sig på ett avstånd på ca 273 ljusår (ca 84 parsek) från solen. Stjärnan rör sig närmare solen med en heliocentrisk radiell hastighet av ca -30 km/s och beräknas ligga inom ett avstånd på 144,6 ljusår om 1,6 miljoner år.

## Egenskaper
62 Andromedae är en blå till vit stjärna i huvudserien av spektralklass A0 V, men Abt och Morrel (1995) gav den klassificeringen A1 III, som anger att den skulle vara en mera utvecklad jättestjärna. Den har en massa som är ca 2,4 gånger solens massa, en radie som är ca 1,8 gånger större än solens och utsänder ca 45 gånger mera energi än solen från dess fotosfär vid en effektiv temperatur på ca 9 600 K.